# Angela Cziczková
Angela Cziczková (28. dubna 1888 Banská Štiavnica – 15. února 1973 Levice) byla slovenská klavíristka, hudební skladatelka a pedagožka.

## Život
Angela Cziczková byla dcerou Alexandrs Cziczky, štiavnického varhaníka a dirigenta. Základní hudební vzdělání tak získala u svého otce. Již v roce 1902 se pokusila o vlastní skladby. Zkomponovala Mazurku a Etudu Fis-dur pro klavír. Na základě těchto skladeb byla přijata ke studiu na hudební akademii Nemzeti Zenede v Budapešti.
Stala se učitelkou hudby na hudební škole v Temešváru (dnes Timișoara v západním Rumunsku), Egeru a v Levicích. V Levicích byla ředitelkou soukromé hudební školy. Škola však byla zrušena a Angela Cziczková ještě rok studovala v Budapešti hru na klavír. Po návratu na Slovensko vyučovala v několika slovenských městech (mj. Banská Bystrica, Nová Baňa).

## Dílo
Komponovala převážně instruktivní skladby pro klavír, ale i chrámové skladby, sbory a komorní hudbu.
Klavírní skladby
- 12 sonát
- Nocturno a Intermezzo
- Slavianská fantázia
- Mladosť (album 49 skladeb)
- Prelúdium As-dur
- 16 malých preludií
- 9 velkých preludií

Instruktivní literatura
- Unisono (27 cvčení)
- Štúdium oktáv
- Rytmické cvičenia
- Technika trilku
- Príprava na hru tremolo
- Štúdium chromatiky

Další skladby
- Návrat (opereta)
- Medveď, rak a slávik (dětská opera)
- Hôrni trpaslíci (dětský balet)
- Missa in C pro smíšený sbor a varhany
- Dětské sbory (42 sborů)
- Sonatina D-dur pro flétnu a klavír
- Sonáta fis-moll pro klavírní kvinteto